# Oxid měďný
Oxid měďný (Cu2O) je jedním ze tří oxidů mědi. V přírodě se vyskytuje jako červený minerál kuprit. Vzniká zahříváním mědi na vzduchu nebo v proudu kyslíku. Pro jeho vznik stačí nižší teplota než v případě oxidu měďnatého. Lepší metodou přípravy je redukce alkalických roztoků měďnatých solí hydrazinem nebo cukrem.
2 CuSO4 + C5H12O6 + 5 NaOH → Cu2O + 2 Na2SO4 + C5H11O7Na + 3 H2O